# فالابها
فالابهاكاريا (1479 - 1531م) المعروف أيضًا باسم فالابها هو قديس وفيلسوف هندي. يرجع إلى فالابها الفضل في تأسيس الطائفة الفيشنوية الهندوسية المتمحورة حول الإله كريشنا، والتي تتخذ من منطقة براج (فراجا) في الهند مقرًا لها، والتي تدعو إلى فلسفة الشودادفايتا.
ولد فالابها في كنف عائلة تيلوغوية من براهمة تايلانغ، والتي أقامت في مدينة فاراناسي. فرت العائلة إلى منطقة تشامباران الواقعة في ولاية تشاتيسغار في ظل ترقبهم للغزو الإسلامي لمدينة فاراناسي خلال أواخر القرن الخامس عشر.
درس فالابها كلًا من فيدا والأبانيشاد والبورانا والشادارشانا حين كان طفلًا. ارتحل بعدها عبر كافة أنحاء شبه القارة الهندية لمدة تجاوزت العشرين عامًا. وأضحى أحد أهم قادة الحركة البهاكتية التعبدية. فاز بالعديد من المناظرات الفلسفية العلمية ضد أتباع آدي شانكارا ورامنوغا ومادهفاتشاريا وغيرهم.
كان من الرافضين للزهد والحياة الرهبانية، واقترح أنه بوسع أي من أرباب الأسر بلوغ الخلاص من خلال تفانيهم المحب للإله كريشنا - وهي فكرة بلغ تأثيرها كافة أنحاء الهند، ونادت بها الـ84 بيتاكجي (دور العبادة) التابعة له في جميع أنحاء الهند. كان أبرز جاغادغورو أتشاريا في تقليد رودرا سامبرادايا، وهو واحد من تقاليد سامبرادايا الفيشنوية التقليدية الأربعة.
كتب العديد من النصوص ومن جملتها الأنوبهاشيا (تعليقه على سوترا براهما)، وشوداسا غرانثا أو الستة عشر أطروحة والعديد من التعليقات على نص بهاجافاتا بورانا.
تركز كتابات ومؤلفات فالابها القصصية على حياة كريشنا خلال نعومة أظفاره، وحيله مع ياشودا خلال فترة طفولته (حب أمه غير المشروط)، وذلك فضلًا عن حماية كريشنا للخير في شبابه (النعمة الإلهية)، وتغلبه على الشياطين والشرور، والتي حملت بمجملها معانٍ مجازية ورمزية.
يعود إلى فالابها الفضل في تأسيس مذهب البوشتيمارغا المنتشر في منطقة براج، وذلك بالإضافة إلى معبد ناثدوارا ومعبد دواركاديش الواقعين في منطقة ميوار بالهند -واللذان يعدان مركزان هامان للحج المتمحور حول الإله كريشنا.

## الحياة

### الطفولة
يرجع أصل عائلة فالابها إلى عدد من البراهمة التيلوغويين من الفيلاناتا أو الفيلانادو، والذين ينحدرون إلى غوترا بارغافا المنتمي بدوره إلى مذهب تايتيريا من الياجورفيدا. كانت قريتهم الأصلية تدعى كانكارافادا، وهي تقع على الضفة الجنوبية لنهر غودافاري.
أمر كريشنا سلفه ياغنانارايانا بهاتا باستحضار عائلته بعد إكماله 100 من أضاحي ياجنا سوما، وذلك بحسب ما جاء في السرد التعبدي. بحلول الوقت الذي عاش فيه لاكشمانا بهاتا وزوجته إلاماغارو، وهو من نسل ياجنانارايانا، واللذيَن هاجرا إلى بلدة فاراناسي المقدسة، ولقد استكملت عائلته 100 سوما ياجنا.
اتسمت الحقبة المقاربة لتاريخ ولادة فالابهاكاريا في مدينة فاراناسي بالاضطراب. كان سلطان دلهي بهلول لودي يحارب سلطان جونبور حسين شاه. وكان هناك خوف من تعرض فاراناسي للهجوم. اضطر لاكشمان بهاتا للانتقال مع زوجته الحامل من فاراناسي بصورة عاجلة. كان من شأن الذعر والإرهاق الجسدي الناجم عن عملية الفرار التي قاستها الأم أن أدى إلى حصول ولادة مبكرة قبل شهرين في غابات كامبارانيا خلال منتصف الليل، وذلك بحسب ما جاء في كتاب شريفالابهاديغفيجايا وغيره من سير القديسين الأخرى. وضع الأهل المفجوعين فالابها تحت شجرة غاف رمادية ولفوه بقطعة قماش، وذلك نظرًا لأن علامات الحياة لم تكن بادية على الطفل. ظهر كريشنا في حلمهما خلال تلك الليلة ليخبرهما أنه ولِد في هيئة الطفل الذي تركوه تحت الشجرة ظنًا منهما أنه كان فاقدًا للحياة. توجه الأهل خلال الصباح إلى المكان الموعود، وتفاجئوا بالعثور على ابنهم حيًا ومحميًا بدائرة من النار الإلهية. مدت الأم المرزوقة ذراعيها إلى النار دون أن يمسها أذىً لتلقى الطفل الإلهي من النار، وأعلن صوت بالسنسكريتية أن الطفل كان تجسيدًا لفم الكائن الأعلى. وبحسب ما جاء في سير القديسين الأخرى على غرار كتاب سري ناثاجي براكاتيا كي فارتا فإن فالابها ظهر في الأغنيكوند في مدينة ماثورا. ترجِع معظم سير القديسيين ولادة فالابها إلى حقبة فيكراما في عام 1535 أو في وقت ما بين عام 1478 وعام 1479 بعد الميلاد.

### التعليم
انتقلت عائلة فالابها إلى مدينة فاراناسي بعد فترة وجيزة من ولادته. باشر تعليمه حين كان في الثامنة من العمر، وأجاد دراسة الفيدا وفي سن الحادية عشرة أتقن الفيدا، والفيدانتا وستة من معارف الشاسترا، وعدد من قصص البورانا. وكان البهاجافاتا المفضل لديه.

### الحج الأول
قرر لاكشمانا بهاتا اصطحاب زوجته وابنه البالغ عمره 10 سنوات في حج إلى المواقع المقدسة الواقعة جنوبي الهند حين كان على مشارف الموت. توقفوا في البداية عند مزار جاغاناثا الفيشنوي في مدينة بوري في عام 1489. كان الحاكم المحلي يرعى مناظرة فلسفية كبرى طرِحت فيها أربعة أسئلة على العلماء: «ما هو الكتاب الأول؟ من هو الإله الأول؟ ما هي المانترا الأكثر فعالية؟ ما هو أسهل وأفضل عمل؟»، فأجاب فالابها ذاكرًا كلًا من البهاغافاد غيتا، وكريشنا، وأي من أسماء كريشنا، وسيفا (خدمة) كريشنا. رد جاغاناثا عليه ببيت من شعر الشلوكا تأييدًا لإجابته واستنكارًا لأنصار الأدفايتا فيدانتا أو المايافادي.
بلغوا معبد فينكاتيشفارا الواقع في مدينة تيروباتي في عام 1490، وهناك توفي لاكشمانا بهاتا. باشرت إلاماغارو العيش مع شقيقه في فيجاياناغارا.

## الأعمال
ألف فالابهاكاريا العديد من الكتب الفلسفية والتعبدية خلال حياته ومن ضمنها:
1. سوبوديني، وهو تعليق جزئي على بهاغافاتا بورانا.
2. أنوبهاشيا، وهو تعليق جزئي على سوترا براهما لبادارايانا.
3. تاتفارتاديبانيباندا، وهو نص يفسر الكتب المقدسة الهندوسية من خلال فلسفة الشودادفايتا التي وضعها فالابها.
4. تاتفارتاديبانيباندابراكاشا، وهو تعليق على تاتفارتاديبانيباندا.
5. شوداجاغرانتا، وهو عبارة عن ستة عشر أطروحة تتناول جوانب هامة من الشودادفايتا ولاهوت مذهب البوشتيمارغا.

### الفلسفة
وضع فالابها فلسفة الشودادفايتا ردًا على مدرسة أدفايتا فيدانتا التي أسسها شانكارا، والتي أطلق عليها اسم ماريادا مارغا أو طريق التقييدات. أكد فالابها أن الضوابط الدينية التي ركزت على الأضاحي الفيدية وشعائر المعبد وطقس البوجا والتأمل واليوغا تحمل قيمةً محدودةً. علاوةً على ذلك، رفض فالابها مفهوم المايا، معتبرًا أن العالم كان محض تجلٍ للكائن الأعلى المطلق دون أن يمكن ذمه أو تغييره. رفضت المدرسة نمط العيش الزاهد واحتفت بنمط العيش الأسري، إذ عد الأتباع أنفسهم مشاركين وأصحاب للإله كريشنا، ونظروا إلى حيواتهم اليومية كرقصة راسليلا آخذة في الحدوث.
يتألف البراهمان بحسب فالابها من الوجود والوعي والنعيم (سات-شيت-آناندا)، ويأخذ هيئة كريشنا نفسه حين ما يتجلى بصورة تامة. تكمن الغاية من هذا التقليد في أداء السيفا (الخدمة الإيثارية) بدافع حب الإله كريشنا. ويرى فالابهاكاريا أن بوسع المتعبد بلوغ درجة من الوعي تجعله يتيقن أنه ليس ثمة شيء في العالم لا يمكن اختزاله في صورة كريشنا، وذلك من خلال التدين موطد العزم.

## طابع بريدي
أصدرت وزارة البريد الهندية التابعة للحكومة الهندية طابعًا تذكاريًا يحمل صورة فالابهاكاريا تكريمًا له بتاريخ 14 أبريل عام 1977.